# Camuflaje

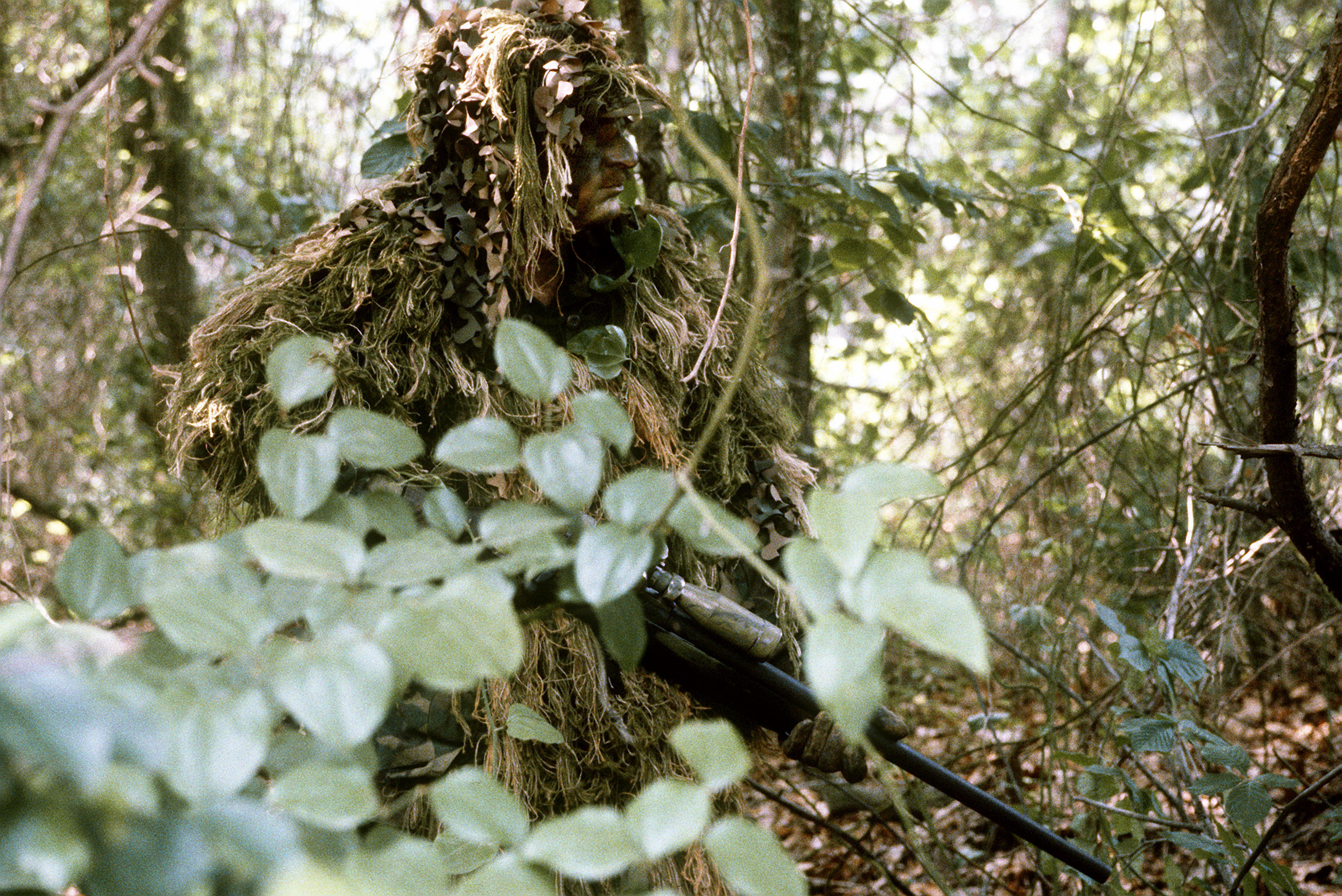
Equipo de camuflaje de francotiradores.

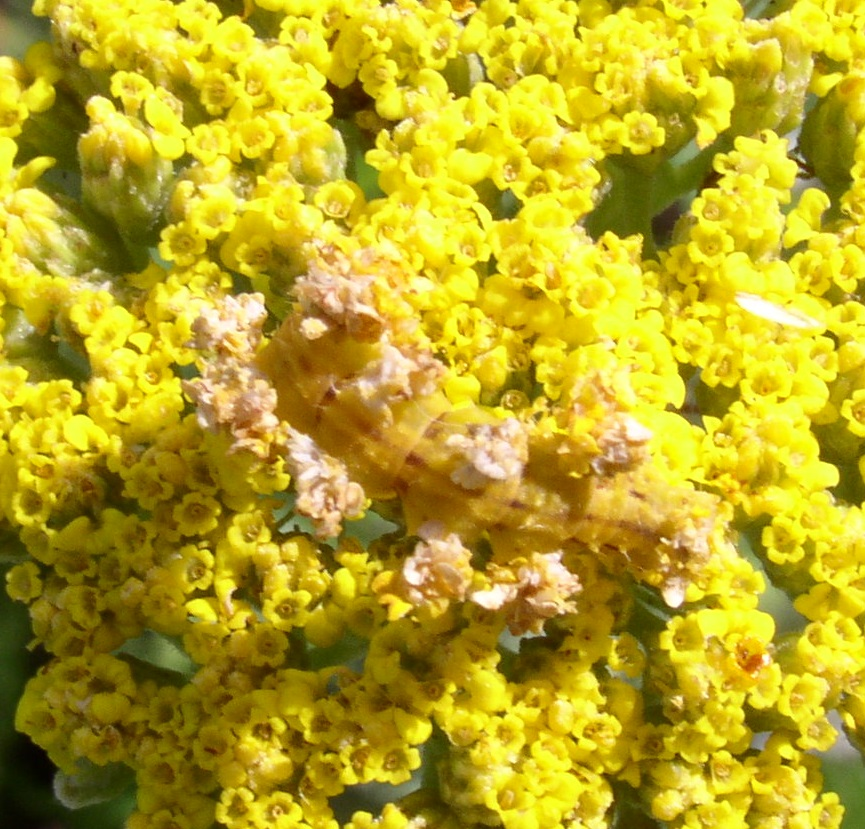
Oruga de Synchlora aerata cubierta de fragmentos de flores como camuflaje (cripsis).

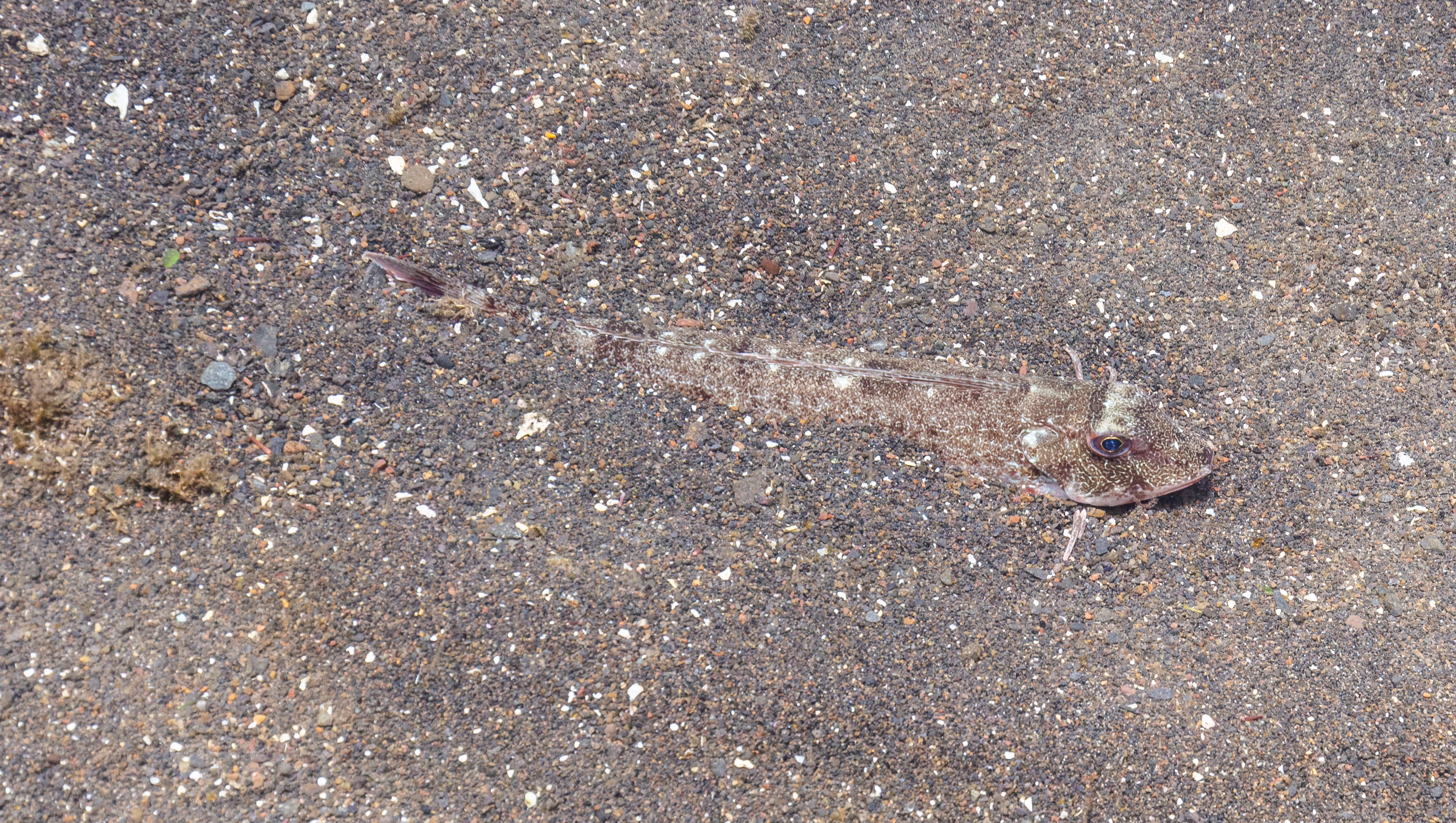
Chelidonichthys spinosus camuflado en la arena.

El camuflaje es el método que permite a los organismos u objetos que de otra forma sería imposible permanecer invisibles en el entorno que los rodea.  Algunos ejemplos del camuflaje son las rayas del tigre y el uniforme del soldado moderno.
En la naturaleza se dan numerosos casos de camuflaje o mimetismo. Pueden ser clasificados en cripsis (difíciles de ver) y mimetismo (imitación de algo diferente). La palabra camuflaje proviene del francés camouflage, formado el 1914 en medios militares a partir del verbo italiano camuffare ('ocultar, disfrazar').
La mayoría de los métodos de camuflaje tienen como objetivo la cripsis, a menudo a través de un parecido general con el fondo, una coloración disruptiva de alto contraste, la eliminación de la sombra y el contraluz. En mar abierto, donde no hay fondo, los principales métodos de camuflaje son la transparencia, el plateado y el contraluz, mientras que la capacidad de producir luz se utiliza, entre otras cosas, para la contrailuminación en la parte inferior de cefalópodos como el calamar. Algunos animales, como los camaleones y los pulpos, son capaces de cambiar activamente el patrón y los colores de su piel, ya sea por camuflaje o por señalización. Es posible que algunas plantas utilicen el camuflaje para evitar ser devoradas por los herbívoros.
El camuflaje militar se vio impulsado por el aumento del alcance y la precisión de las armas de fuego en el siglo XIX. En particular, la sustitución del impreciso mosquete por el fusil convirtió la ocultación personal en la batalla en una habilidad de supervivencia. En el siglo XX, el camuflaje militar se desarrolló rápidamente, especialmente durante la Primera Guerra Mundial. En tierra, artistas como André Mare diseñaron esquemas de camuflaje y puestos de observación disfrazados de árboles. En el mar, los buques mercantes y los transportes de tropas se pintaron con patrones de deslumbramiento muy visibles, pero diseñados para confundir a los submarinos enemigos en cuanto a la velocidad, el alcance y el rumbo del objetivo. Durante y después de la Segunda Guerra Mundial, se utilizaron diversos esquemas de camuflaje para los aviones y los vehículos terrestres en los distintos escenarios de la guerra. El uso del radar desde mediados del siglo XX ha dejado obsoleto el camuflaje para los aviones militares de ala fija.
Los usos no militares del camuflaje incluyen hacer que las torres de telefonía móvil sean menos molestas y ayudar a los cazadores a acercarse a los animales de caza cautelosos. Los patrones derivados del camuflaje militar se utilizan con frecuencia en la ropa de moda, explotando sus fuertes diseños y a veces su simbolismo. Los temas de camuflaje son recurrentes en el arte moderno, y tanto en sentido figurado como literal en la ciencia ficción y la literatura.

## Historia

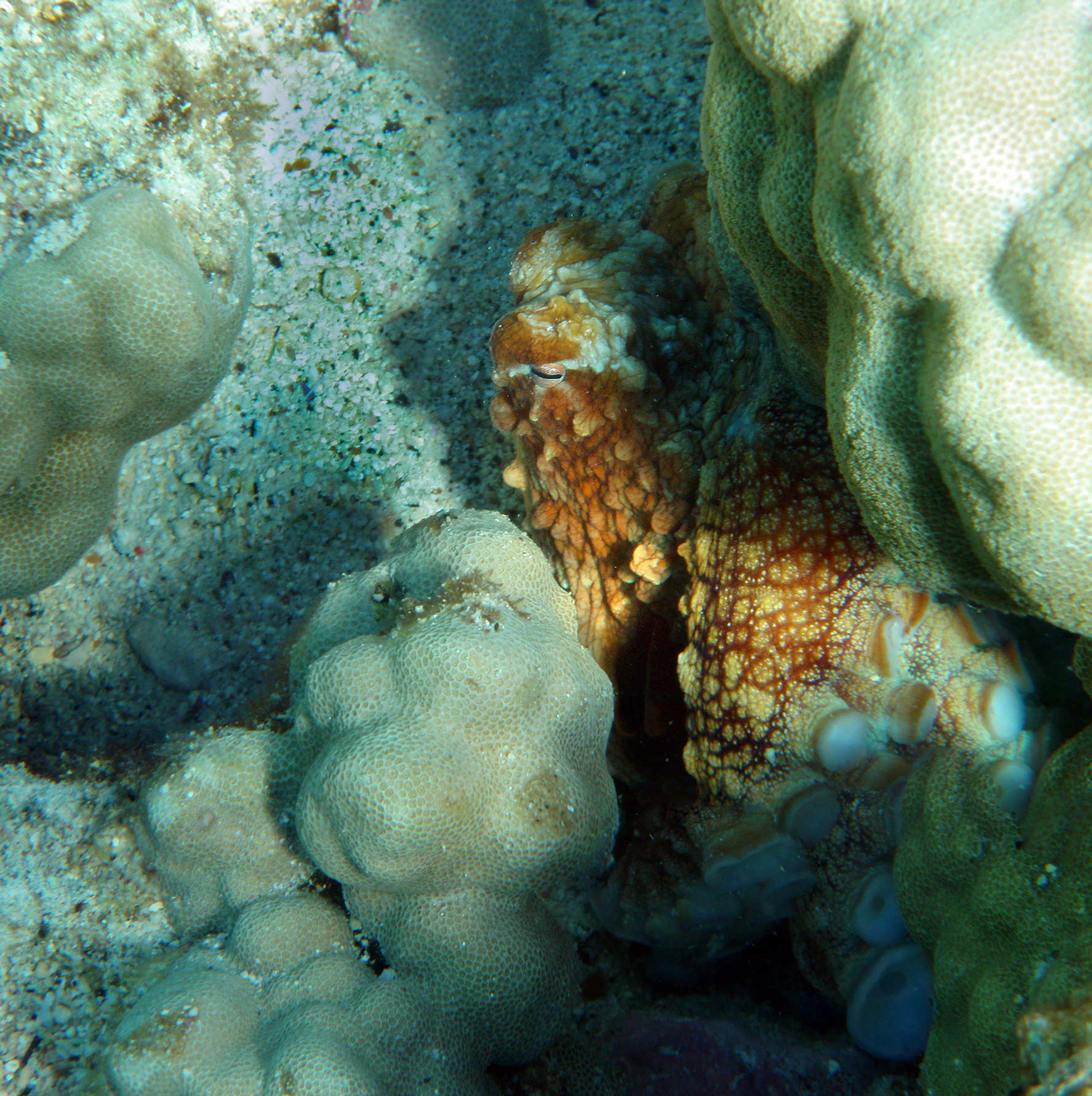
Pulpos como este Octopus cyanea pueden cambiar de color (y forma) para camuflarse

En la antigua Grecia, Aristóteles (384-322 a. C.) comentó las capacidades de cambio de color, tanto para el camuflaje como para la Teoría de la señalización, de los cefalópodos, incluido el pulpo, en su Historia animal:

El pulpo ... busca su presa cambiando de tal manera su color que lo hace semejante al color de las piedras adyacentes; también lo hace cuando se alarma.Aristóteles.

El camuflaje ha sido un tema de interés e investigación en zoología desde hace bastante más de un siglo. Según la teoría de la selección natural de Charles Darwin de 1859, características como el camuflaje evolucionaron proporcionando a los animales individuales una ventaja reproductiva, permitiéndoles dejar más descendencia, en promedio, que otros miembros de la misma especie. En su Origen de las especies, Darwin escribió:

Cuando vemos que los insectos que se alimentan de hojas son verdes, y los que se alimentan de cortezas son de color gris moteado; la perdiz alpina es blanca en invierno, el gordo rojo es del color de la pluma, y el gordo negro es del color de la tierra de la turba, debemos creer que estas tonalidades les sirven a estas aves e insectos para preservarlos del peligro. Los urogallos, si no fueran destruidos en algún momento de su vida, aumentarían en innumerables números; se sabe que sufren en gran medida de las aves de rapiña; y los halcones se guían por la vista hacia sus presas, hasta el punto de que en algunas partes del continente se advierte a las personas que no deben tener palomas blancas, por ser las más susceptibles de ser destruidas. Por lo tanto, no veo ninguna razón para dudar de que la selección natural podría ser más eficaz para dar el color adecuado a cada tipo de urogallo, y para mantener ese color, una vez adquirido, verdadero y constante.

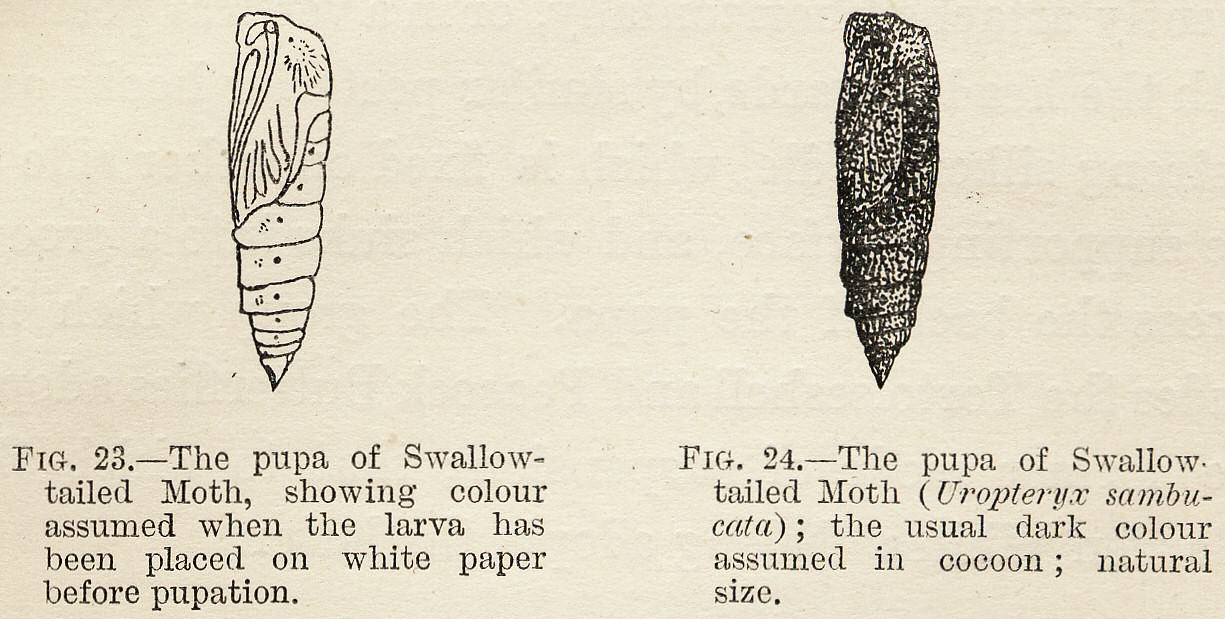
Experimento de Poulton, 1890: pupas de polilla cola de golondrina con camuflaje que adquirieron como larvas

El zoólogo inglés Edward Bagnall Poulton estudió la coloración animal, especialmente el camuflaje. En su libro de 1890 Los colores de los animales, clasificó diferentes tipos como "parecido especial de protección" (en el que un animal se parece a otro objeto), o "parecido general de agresión" (en el que un depredador se mezcla con el fondo, lo que le permite acercarse a la presa). Sus experimentos demostraron que las pupas de polillas de cola de golondrina se camuflaban para coincidir con los fondos en los que se criaban como larvas. La "semejanza protectora general" de Poulton se consideraba en aquella época como el principal método de camuflaje, como cuando Frank Evers Beddard escribió en 1892 que "los animales que frecuentan los árboles suelen ser de color verde. Entre los vertebrados, numerosas especies de loros, iguanas, ranas arbóreas, y la serpiente arbórea verde son ejemplos". Sin embargo, Beddard mencionó brevemente otros métodos, incluyendo la "coloración seductora" de la mantis de las flores y la posibilidad de un mecanismo diferente en la mariposa de punta naranja. Escribió que "las manchas verdes dispersas en la superficie inferior de las alas podrían haber sido un esbozo de las pequeñas florecillas de la planta [una umbelífera, tan cercano es su parecido mutuo". También explicó la coloración de los peces marinos como la caballa: "Entre los peces pelágicos es común encontrar la superficie superior de color oscuro y la inferior de color blanco, de modo que el animal es discreto cuando se ve desde arriba o desde abajo".

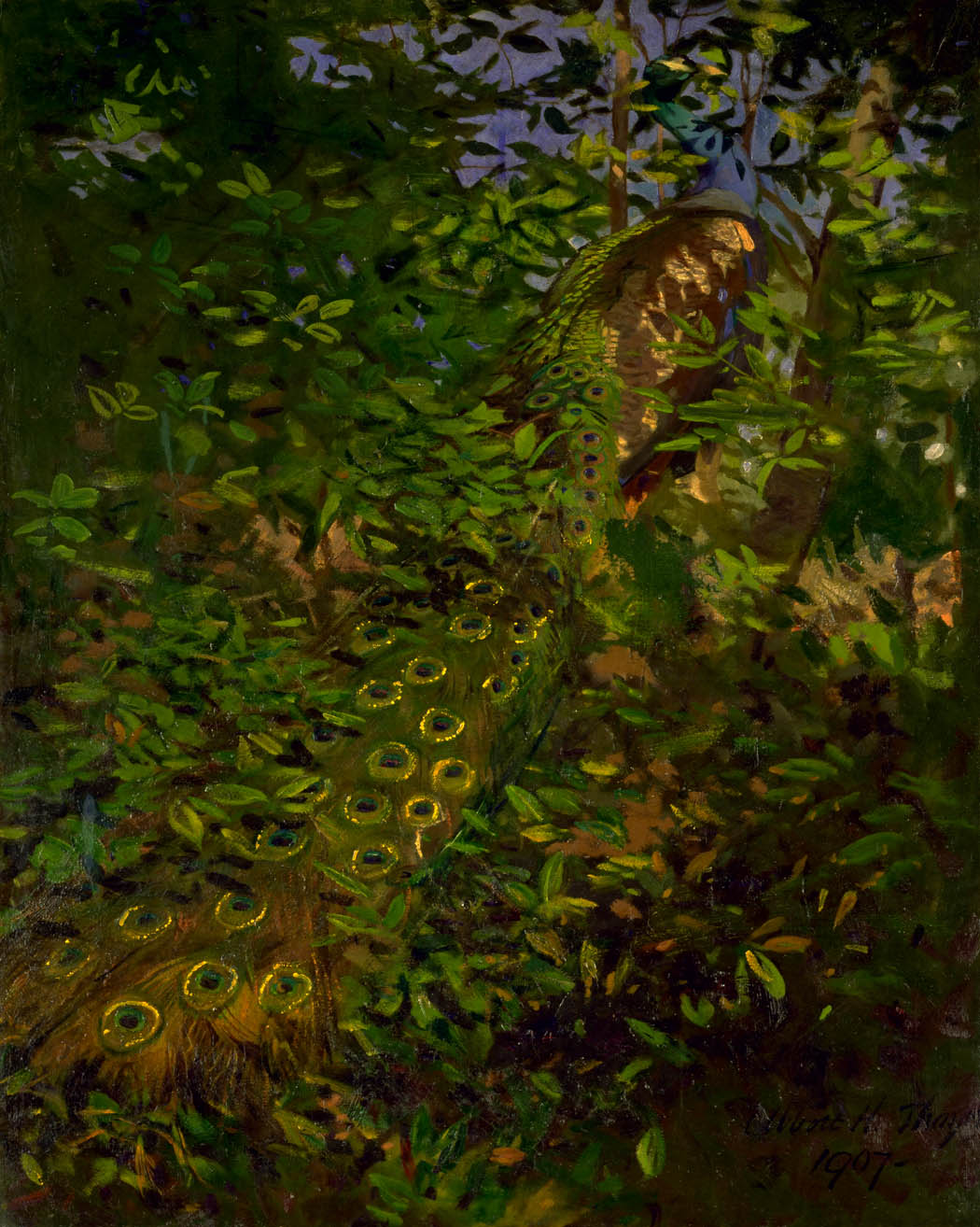
Cuadro de Abbott Thayer de 1907 Peacock in the Woods representaba un pavo real como si estuviera camuflado.

El artista Abbott Handerson Thayer formuló lo que a veces se denomina la Ley de Thayer, el principio del  contraluz. Sin embargo, exageró el caso en el libro de 1909 Concealing-Coloration in the Animal Kingdom, argumentando que "Todos los patrones y colores de todos los animales que alguna vez fueron o son presa son, bajo ciertas circunstancias normales, obliterantes" (es decir, camuflaje críptico), y que "Ni una marca de 'mimicry', ni un 'warning color'... ni ningún color 'seleccionado sexualmente, existe en ningún lugar del mundo en el que no haya razones para creer que es el mejor dispositivo concebible para la ocultación de su portador", y utilizando cuadros como Pavo real en el bosque (1907) para reforzar su argumento. Thayer fue objeto de una gran burla por estos puntos de vista por parte de críticos como Teddy Roosevelt.
El libro de 1940 del zoólogo inglés Hugh Cott Adaptive Coloration in Animals corrigió los errores de Thayer, a veces de forma tajante: "Así, encontramos a Thayer forzando la teoría hasta un extremo fantástico en un esfuerzo por hacer que cubra casi todos los tipos de coloración en el reino animal"  Cott se basó en los descubrimientos de Thayer, desarrollando una visión completa del camuflaje basada en el "máximo contraste disruptivo", el contra-sombreado y cientos de ejemplos. El libro explicaba cómo funcionaba el camuflaje disruptivo, utilizando rayas de color audazmente contrastadas, que paradójicamente hacían menos visibles los objetos al romper sus contornos. Aunque Cott era más sistemático y equilibrado que Thayer, e incluía algunas pruebas experimentales sobre la eficacia del camuflaje, su libro de texto de 500 páginas era, como el de Thayer, principalmente una narración de historia natural que ilustraba las teorías con ejemplos.
Las pruebas experimentales de que el camuflaje ayuda a las presas a evitar ser detectadas por los depredadores se aportaron por primera vez en 2016, cuando se demostró que las aves que anidan en el suelo ( chorlitos y cornejas) sobreviven en función de lo bien que el contraste de sus huevos coincide con el entorno local.

## Evolución
Como no hay pruebas de camuflaje en el registro fósil, estudiar la evolución de las estrategias de camuflaje es muy difícil. Además, los rasgos de camuflaje deben ser tanto adaptables (proporcionar una ganancia de aptitud en un entorno determinado) como heredables (en otras palabras, el rasgo debe someterse a selección positiva). Así pues, el estudio de la evolución de las estrategias de camuflaje requiere una comprensión de los componentes genéticos y las diversas presiones ecológicas que impulsan la cripsis. 

### Historia fósil
El camuflaje es un rasgo de los tejidos blandos que rara vez se conserva en el registro fósil, pero unas raras muestras de piel fosilizada del cretácico muestran que algunos reptiles marinos estaban contrahechos. Las pieles, pigmentadas con  eumelanina de color oscuro, revelan que tanto las  tortugas laúd como los mosasaurios tenían el dorso oscuro y el vientre claro. Hay pruebas fósiles de insectos camuflados que se remontan a más de 100 millones de años, por ejemplo larvas de crisopas que pegan restos por todo el cuerpo de forma parecida a como lo hacen sus descendientes modernos, ocultándolos de sus presas. Los dinosaurios parecen haberse camuflado, ya que se ha conservado un fósil de 120 millones de años de antigüedad de un Psittacosaurus con contracoloración.

### Genética
El camuflaje no tiene un único origen genético. Sin embargo, el estudio de los componentes genéticos del camuflaje en organismos específicos ilumina las diversas formas en que la cripsis puede evolucionar entre linajes. 
Muchos cefalópodos tienen la capacidad de camuflarse activamente, controlando la cripsis mediante la actividad neuronal. Por ejemplo, el genoma de la sepia común incluye 16 copias del gen reflectina, que otorga al organismo un notable control sobre la coloración y la iridiscencia. Se cree que el gen de la reflectina se originó por transposición de la bacteria simbiótica Aliivibrio fischeri, que proporciona bioluminiscencia a sus huéspedes. Aunque no todos los cefalópodos utilizan el camuflaje activo, los antiguos cefalópodos pueden haber heredado el gen de forma horizontal a partir de la bacteria simbiótica A. fischeri, y la divergencia se produjo a través de la posterior duplicación de genes (como en el caso de Sepia officinalis) o la pérdida de genes (como en el caso de los cefalópodos sin capacidad de camuflaje activo). Sin embargo, otros métodos de transferencia horizontal de genes son comunes en la evolución de las estrategias de camuflaje en otros linajes. La polilla de la pimienta y los Insectos de palo caminante tienen ambos genes relacionados con el camuflaje que provienen de eventos de transposición.

### Ecología
Aunque el camuflaje puede aumentar la aptitud de un organismo, tiene costes genéticos y energéticos. Existe un equilibrio entre la detectabilidad y la movilidad. Las especies que se camuflan para adaptarse a un microhábitat específico tienen menos probabilidades de ser detectadas cuando están en ese microhábitat, pero deben gastar energía para llegar a esas zonas, y a veces para permanecer en ellas. Fuera del microhábitat, el organismo tiene más posibilidades de ser detectado. El camuflaje generalizado permite a las especies evitar la depredación en una amplia gama de fondos de hábitat, pero es menos eficaz. El desarrollo de estrategias de camuflaje generalizado o especializado depende en gran medida de la composición biótica y abiótica del entorno circundante.
Hay muchos ejemplos de las compensaciones entre el patrón críptico específico y el general. Phestilla melanocrachia, una especie de nudibranquio que se alimenta de coral pétreo, utiliza un patrón críptico específico en los ecosistemas de arrecife. El nudibranquio sifonea pigmentos del coral consumido en la epidermis, adoptando el mismo tono que el coral consumido. Esto permite al nudibranquio cambiar de color (principalmente entre el negro y el naranja) en función del sistema coralino que habita. Sin embargo, P. melanocrachia sólo puede alimentarse y poner huevos en las ramas del coral huésped, Platygyra carnosa, lo que limita el rango geográfico y la eficacia en la cripsis nutricional del nudibranquio. Además, el cambio de color del nudibranquio no es inmediato, y cambiar de coral huésped cuando se busca un nuevo alimento o refugio puede ser costoso.

## Principios
El camuflaje puede lograrse mediante diferentes métodos, que se describen a continuación. La mayoría de los métodos ayudan a ocultarse contra un fondo; pero el mimetismo y el deslumbramiento por movimiento protegen sin ocultar. Los métodos pueden aplicarse solos o combinados. Muchos mecanismos son visuales, pero algunas investigaciones han explorado el uso de técnicas contra el olfativo (olor) y acústica (sonido). Los métodos también pueden aplicarse al equipamiento militar.

### Semejanza con el entorno

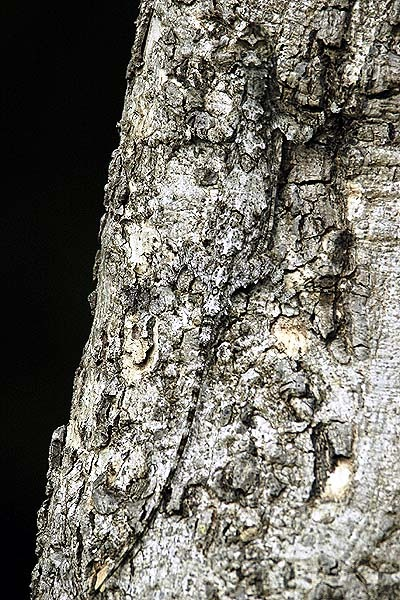
Draco dussumieri utiliza varios métodos de camuflaje, que incluyen coloración disruptiva, acostarse y ocultar sombras.

Los colores y patrones de algunos animales se asemejan a un determinado entorno natural. Este es un componente importante del camuflaje en todos los entornos. Por ejemplo, los periquitos que viven en los árboles son principalmente verdes; las bécadas del suelo del bosque son marrones y moteadas; los avetoros de los cañaverales tienen rayas marrones y beige; en cada caso la coloración del animal coincide con los tonos de su hábitat. Del mismo modo, los animales del desierto están casi todos coloreados por el desierto en tonos de arena, beige, ocre y gris pardo, ya sean mamíferos como el  jerbo o el  zorro fennec, aves como la alondra del desierto o la ganga, o reptiles como el eslizón o la víbora cornuda. También los uniformes militares suelen parecerse a sus orígenes; por ejemplo, los uniformes caqui son de un color fangoso o polvoriento, elegido originalmente para el servicio en el sur de Asia. Muchas polillas muestran melanismo industrial, entre ellas la polilla de los pétalos que tiene una coloración que se confunde con la corteza de los árboles. La coloración de estos insectos evolucionó entre 1860 y 1940 para adaptarse al color cambiante de los troncos de los árboles en los que se posan, desde pálidos y moteados hasta casi negros en zonas contaminadas. Esto es tomado por los zoólogos como pruebas de coloración para la selección natural, además de demostrar que cambia cuando es necesario para parecerse al fondo local.

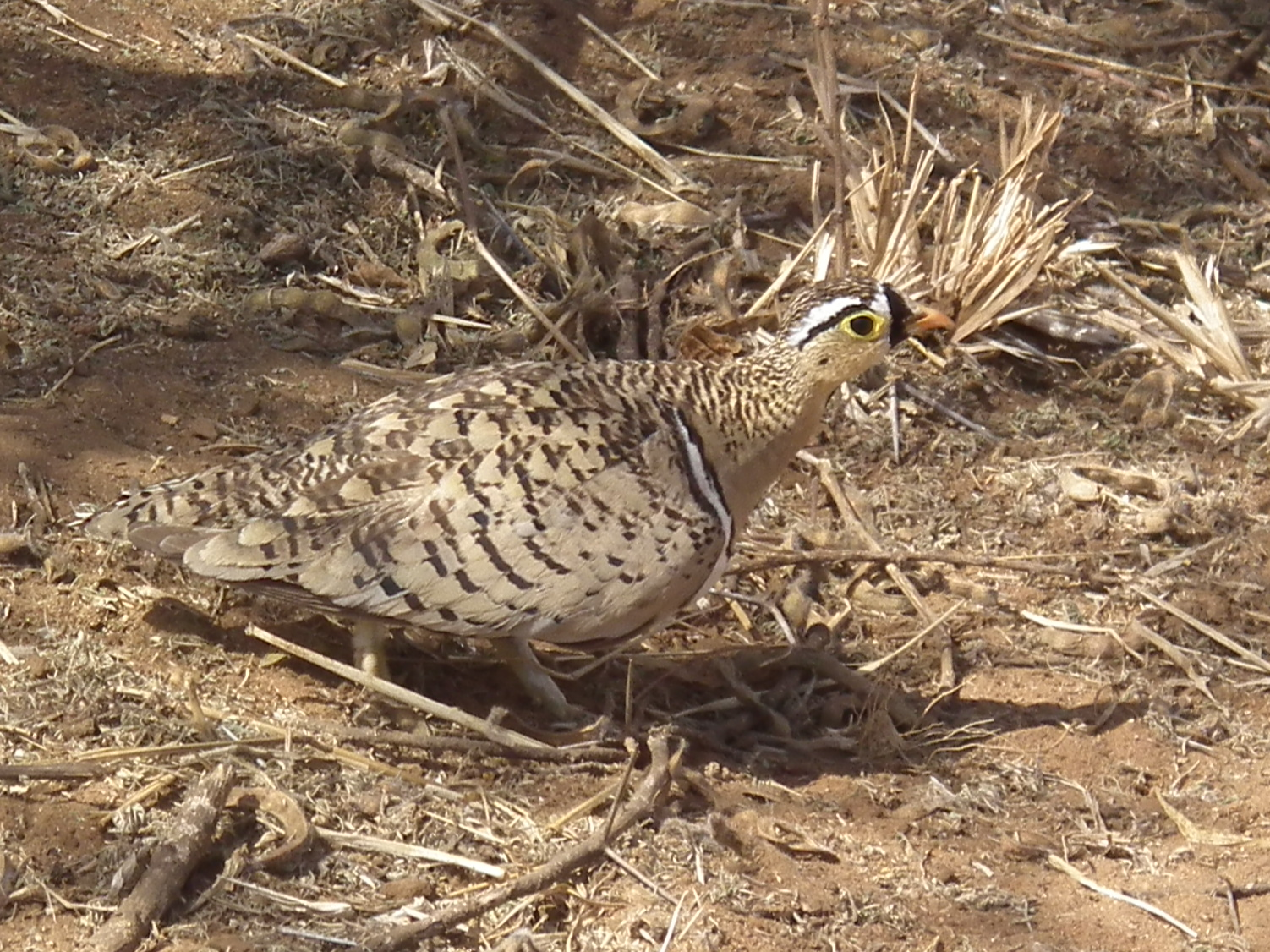
La ganga de cara negra tiene el color del fondo del desierto.
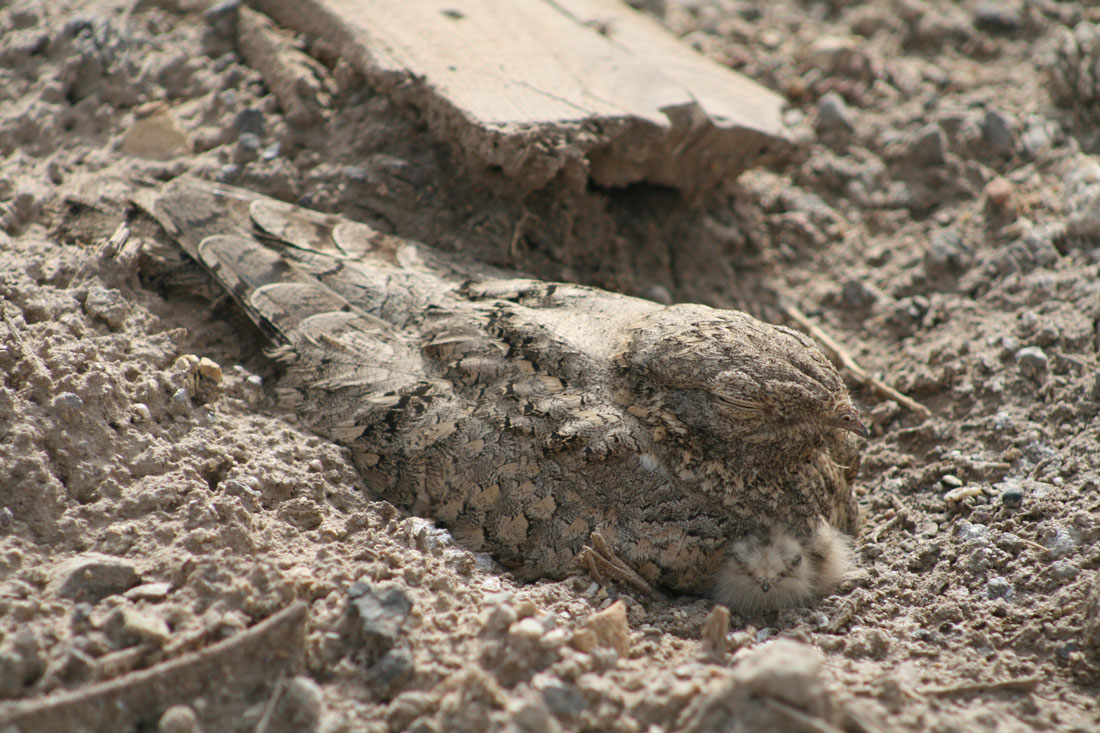
Chotacabras egipcio anida en arena abierta con solo su plumaje camuflado para protegerlo.
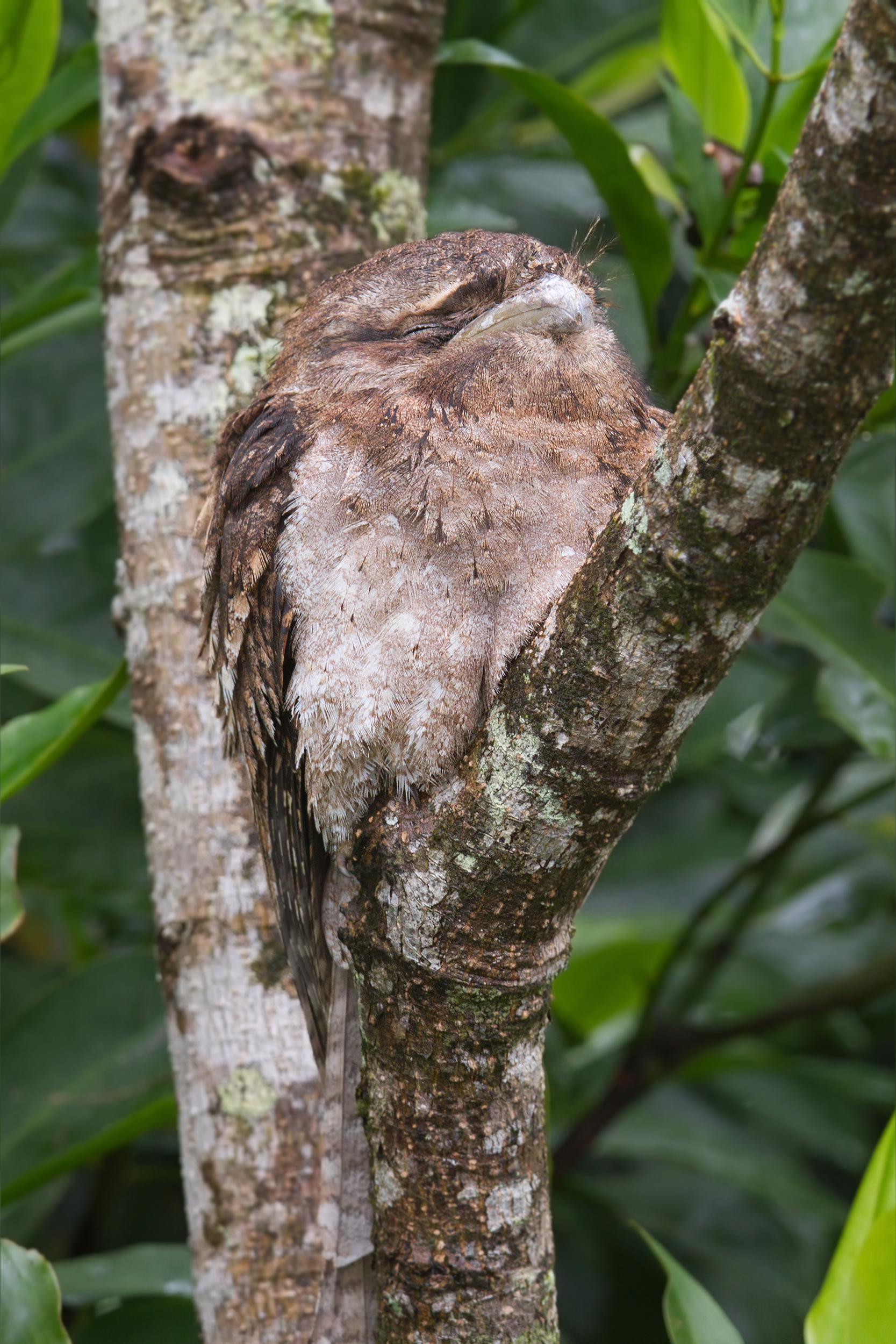
La boca de rana de Papúa se asemeja a una rama rota.
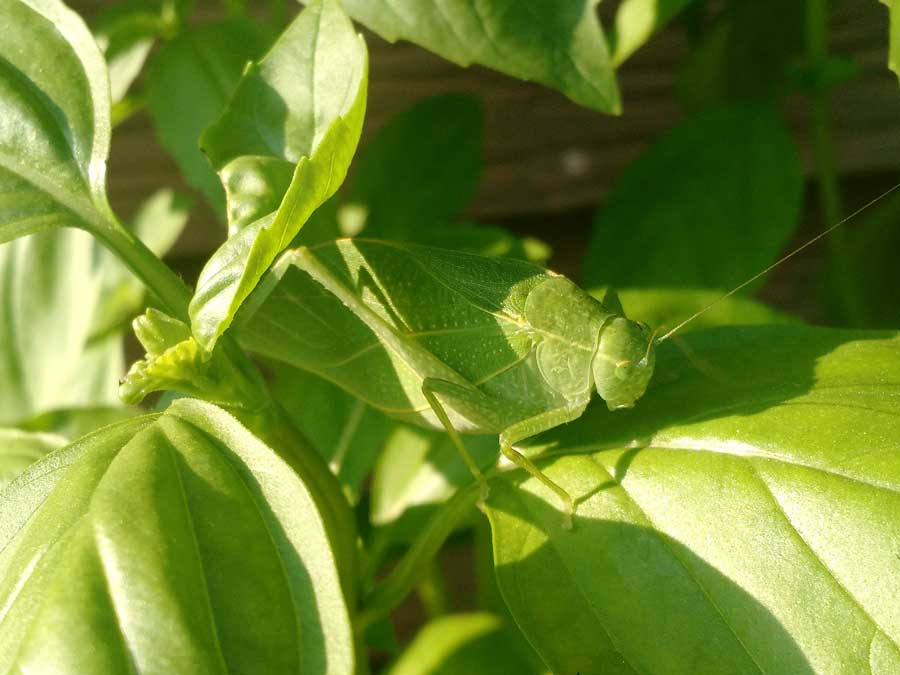
El saltamontes verde brillante tiene el color de la vegetación fresca.

### Coloración disruptiva
Los patrones disruptivos utilizan marcas fuertemente contrastadas y no repetitivas, como manchas o rayas, para romper los contornos de un animal o vehículo militar, o para ocultar rasgos reveladores, especialmente enmascarando los ojos, como en la rana temporaria. Los patrones disruptivos pueden utilizar más de un método para derrotar a los sistemas visuales como la detección de bordes. Los depredadores como el leopardo utilizan el camuflaje disruptivo para ayudarse a acercarse a las presas, mientras que las presas potenciales lo utilizan para evitar ser detectadas por los depredadores. El estampado disruptivo es común en el uso militar, tanto para los uniformes como para los vehículos militares. Sin embargo, el patrón disruptivo no siempre logra la cripsis por sí mismo, ya que un animal o un objetivo militar puede ser delatado por factores como la forma, el brillo y la sombra.

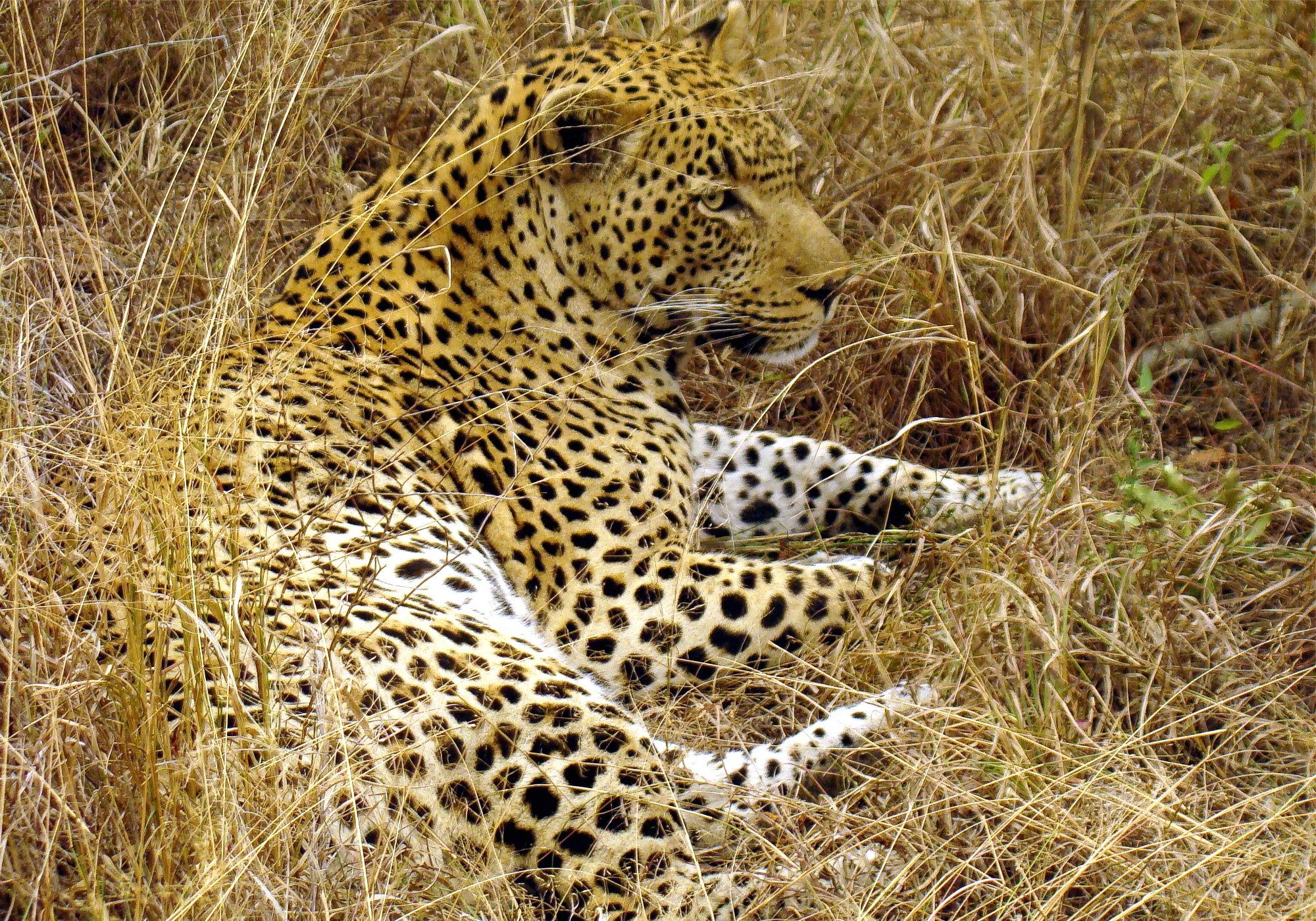
Leopardo: un depredador camuflado de manera disruptiva
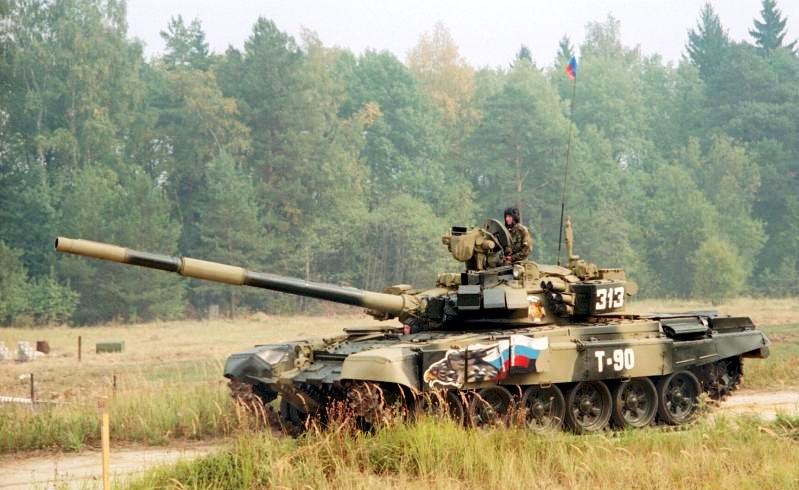
Carro de combate ruso T-90 pintado con un patrón disruptivo audaz de arena y verde
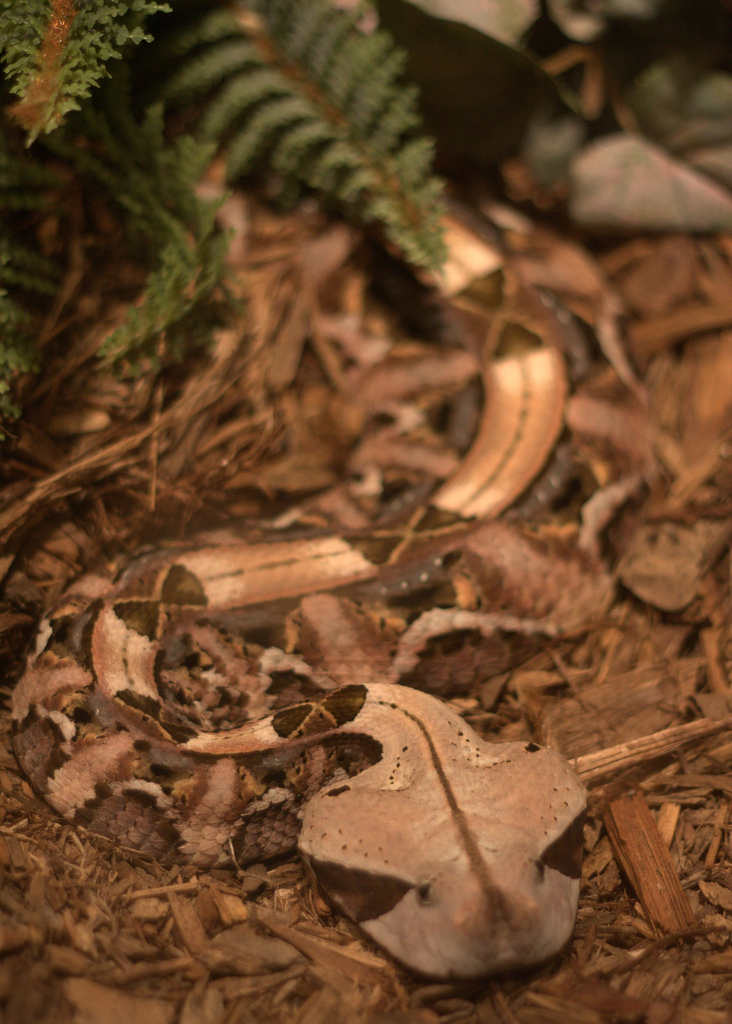
Las llamativas marcas de la víbora de Gabón son poderosamente disruptivas.
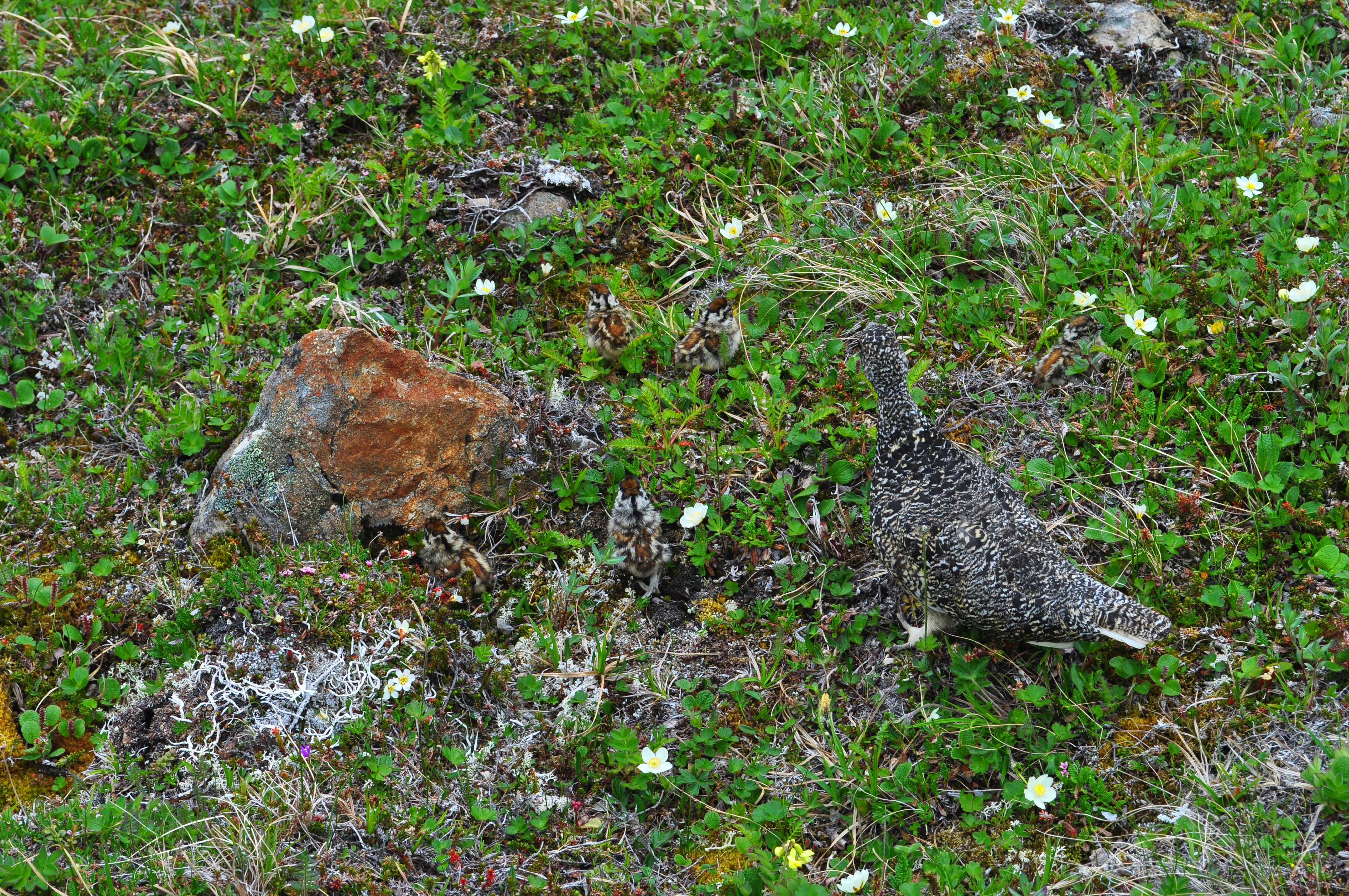
Una perdiz nival y cinco polluelos exhiben un camuflaje disruptivo excepcional
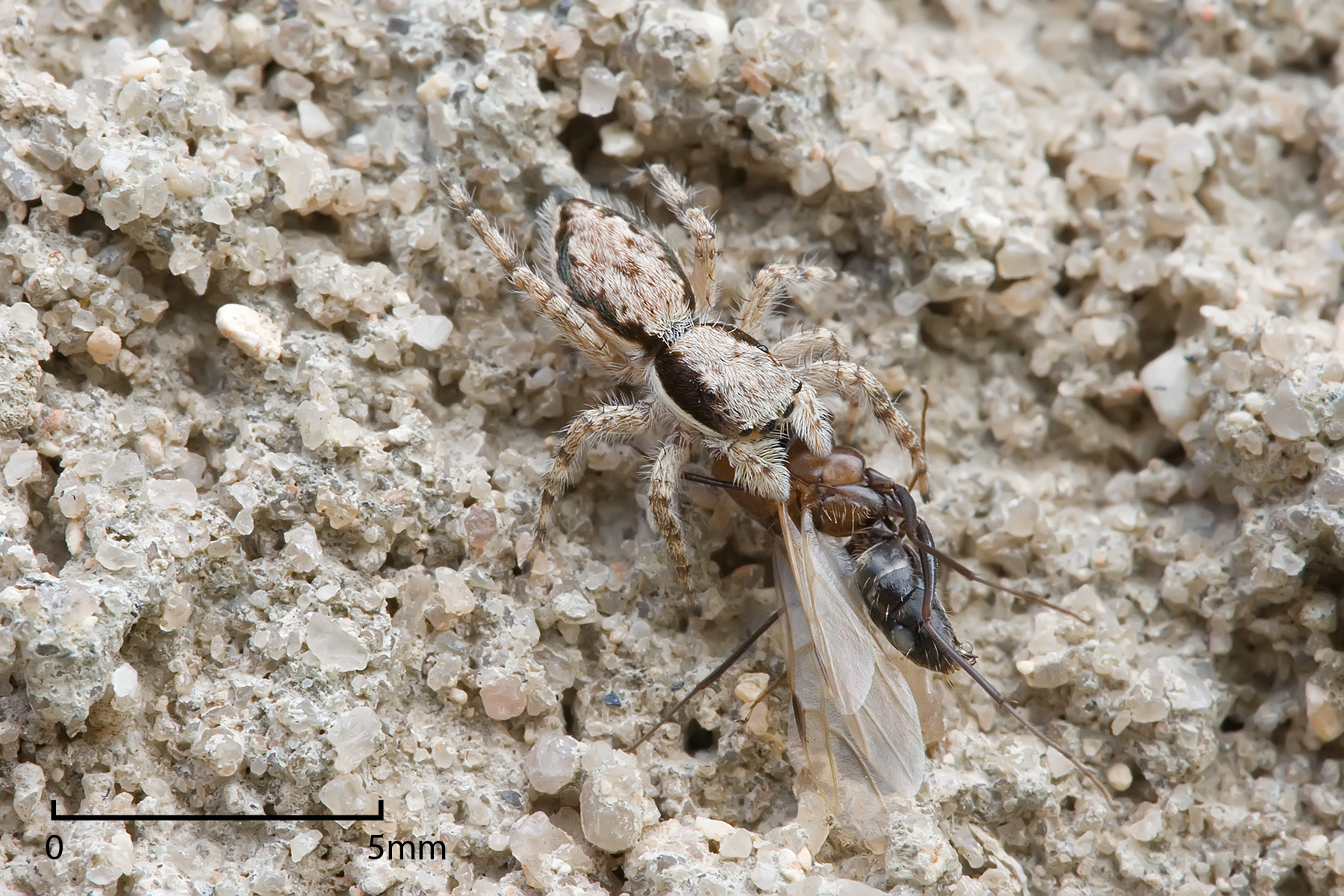
Araña saltadora : un depredador invertebrado camuflado de manera disruptiva
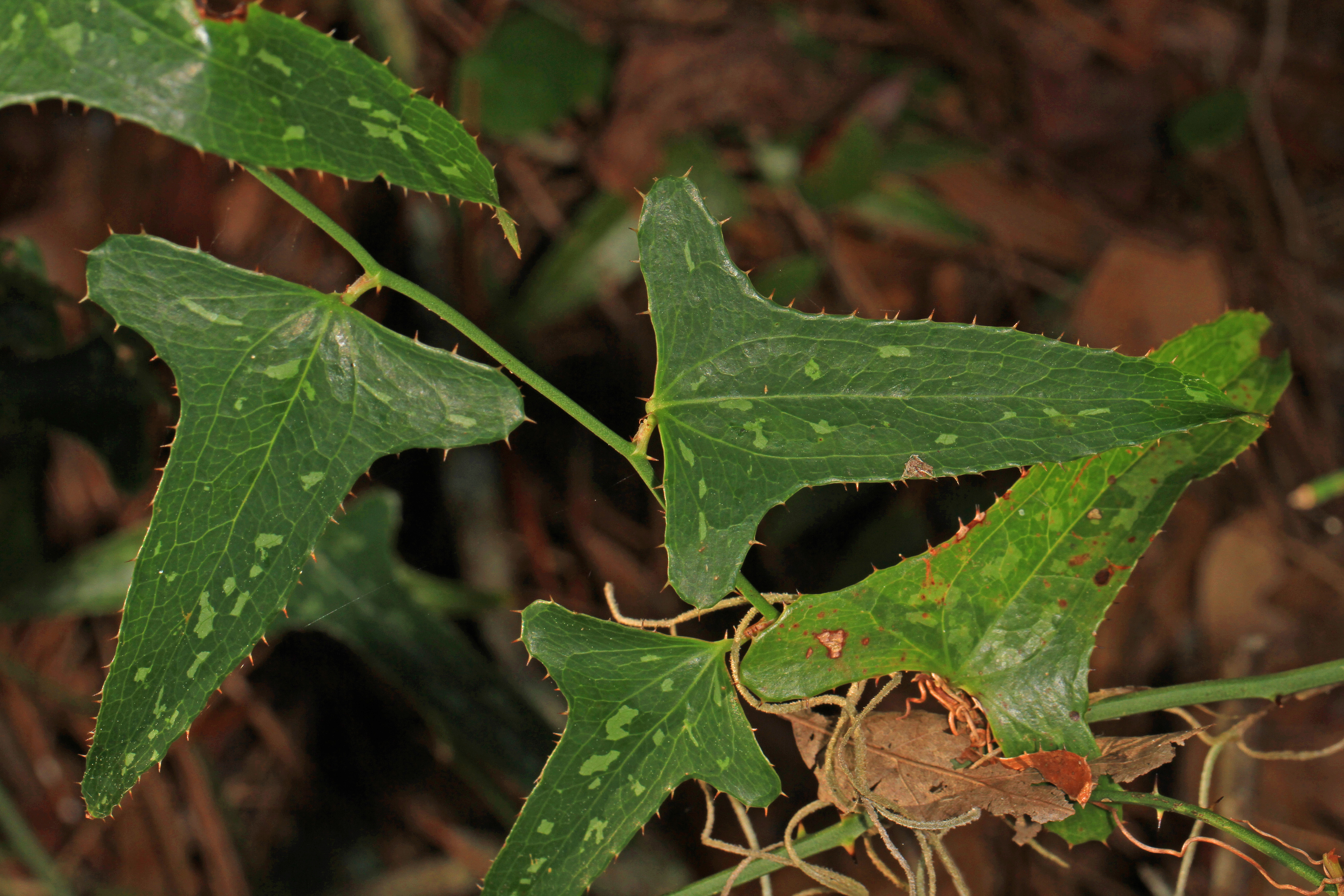
Muchas plantas del sotobosque , como la sierra verde, Smilax bona-nox, tienen marcas pálidas, posiblemente un camuflaje perturbador.

### Eliminación de las sombras
Algunos animales, como los  lagartos cornudos de América del Norte, han desarrollado elaboradas medidas para eliminar la sombra . Sus cuerpos están aplanados, con los lados adelgazándose hasta llegar a un borde; los animales presionan habitualmente sus cuerpos contra el suelo; y sus lados están bordeados con escamas blancas que efectivamente ocultan e interrumpen cualquier área de sombra restante que pueda haber debajo del borde del cuerpo. La teoría de que la forma del cuerpo de las lagartijas cornudas que viven en el desierto abierto está adaptada para minimizar la sombra está respaldada por la única especie que carece de escamas, la lagartija cornuda de cola redonda., que vive en zonas rocosas y se asemeja a una roca. Cuando esta especie se ve amenazada, se asemeja lo más posible a una roca al curvar su espalda, enfatizando su forma tridimensional. Algunas especies de mariposas, como la madera moteada, Pararge aegeria , minimizan sus sombras cuando se posan cerrando las alas sobre sus espaldas, alineando sus cuerpos con el sol e inclinándose hacia un lado hacia el sol, de modo que la sombra se convierte en una línea delgada y discreta en lugar de un parche ancho. De manera similar, algunas aves que anidan en el suelo, incluido el chotacabras europeo , eligen una posición de descanso frente al sol. La eliminación de la sombra se identificó como un principio de camuflaje militar durante la Segunda Guerra Mundial.

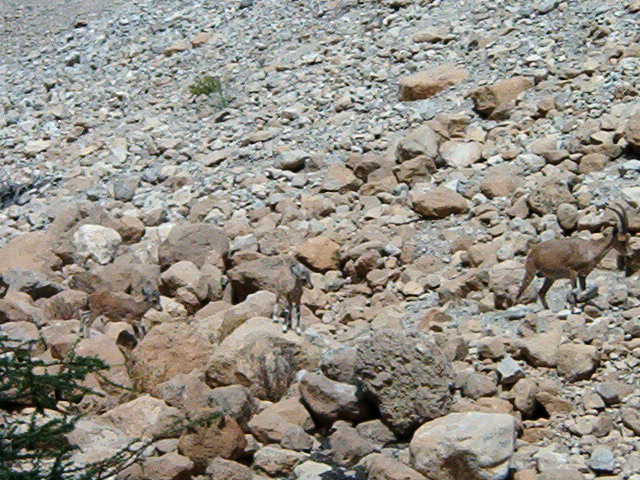
Tres íbices sombreados y de colores crípticos casi invisibles en el desierto israelí
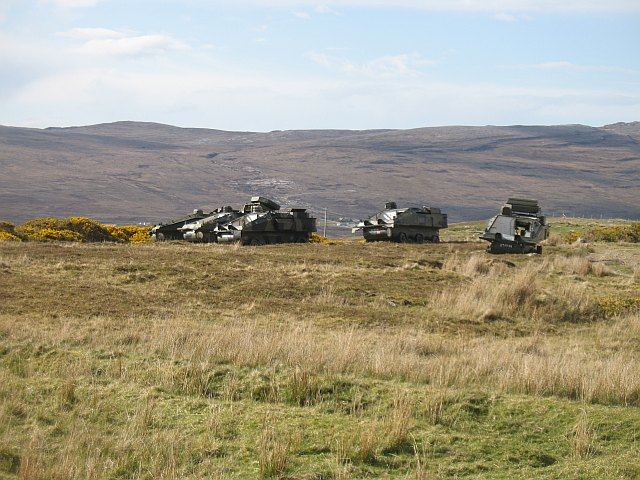
"Forma, brillo, sombra" hace que estos vehículos militares 'camuflados' sean fácilmente visibles.
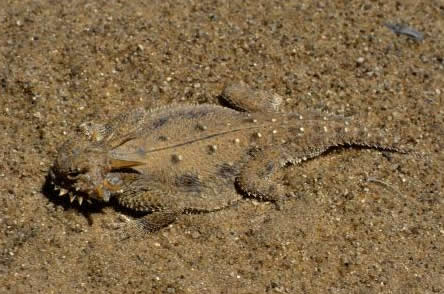
El cuerpo del lagarto cornudo de cola plana está aplanado y con flecos para minimizar su sombra.
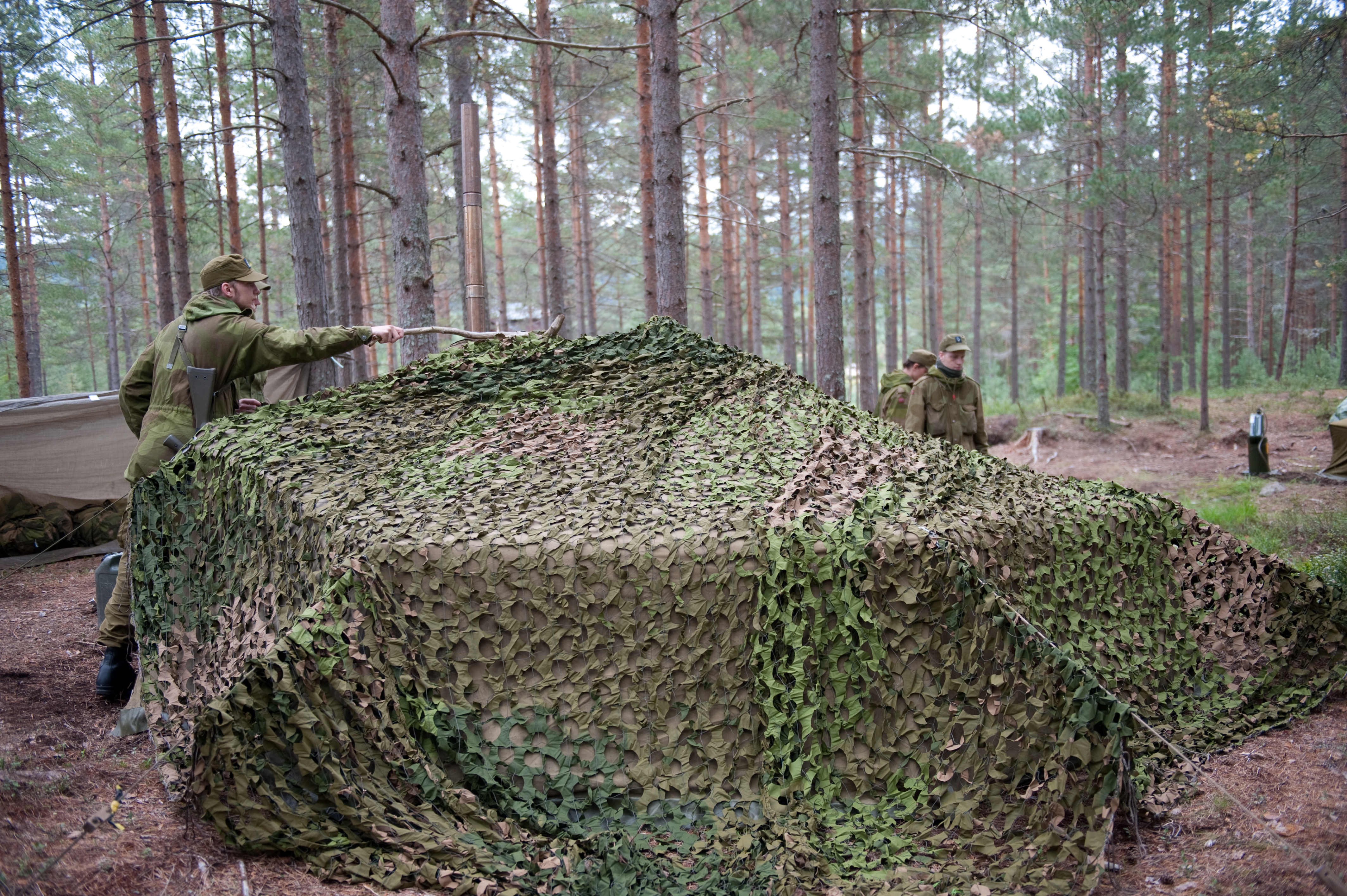
Las redes de camuflaje se cubren de un vehículo militar para reducir su sombra.
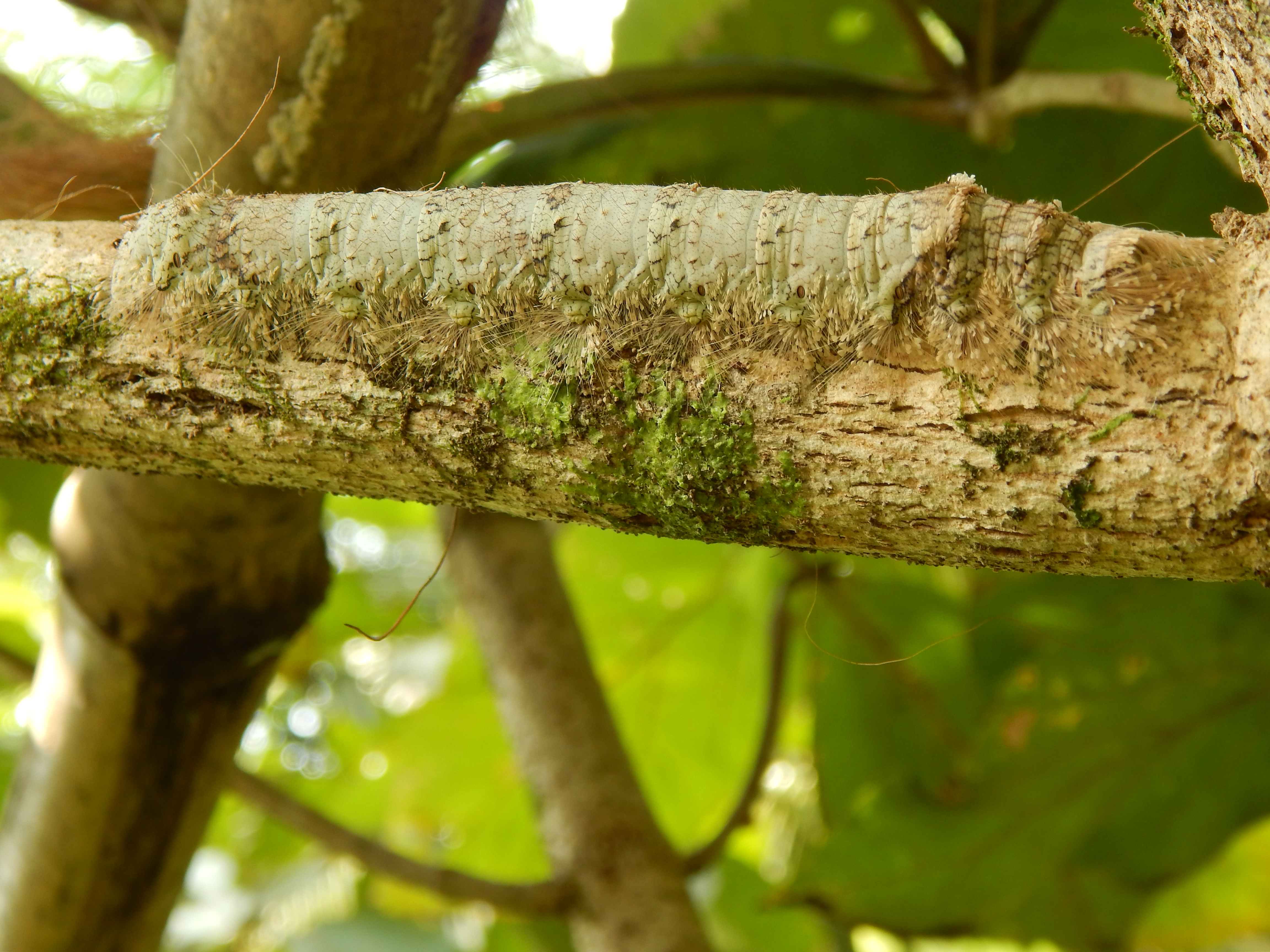
La franja de cerdas de una oruga oculta su sombra.

### Distracción
Muchos animales de presa tienen marcas llamativas de alto contraste que, paradójicamente, atraen la mirada del depredador. Estas marcas de distracción pueden servir de camuflaje al distraer la atención del depredador para que no reconozca a la presa en su conjunto, por ejemplo, impidiéndole identificar el contorno de la presa. Experimentalmente, los tiempos de búsqueda de herrerillos aumentaron cuando las presas artificiales tenían marcas de distracción.

### Autodecoración
Algunos animales buscan activamente esconderse decorándose con materiales como ramitas, arena o trozos de concha de su entorno, para romper sus contornos, ocultar las características de sus cuerpos y hacer coincidir sus fondos. Por ejemplo, una larva de caddisfly construye una caja decorada y vive casi por completo dentro de ella; un cangrejo decorador cubre su espalda con algas, esponjas y piedras. La ninfa del insecto depredador enmascarado usa sus patas traseras y un ' abanico tarsal ' para decorar su cuerpo con arena o polvo. Hay dos capas de cerdas ( tricomas) sobre el cuerpo. Sobre estos, la ninfa esparce una capa interna de partículas finas y una capa externa de partículas más gruesas. El camuflaje puede ocultar el error tanto a los depredadores como a las presas.
Se pueden aplicar principios similares con fines militares, por ejemplo, cuando un francotirador usa un traje ghillie diseñado para camuflarse aún más con la decoración con materiales como mechones de hierba del entorno inmediato del francotirador. Estos trajes se utilizaron ya en 1916, y el ejército británico adoptó "capas de colores abigarrados y franjas de pintura" para los francotiradores.

### Comportamiento críptico
El movimiento llama la atención de los animales de presa en busca de depredadores y de los depredadores que cazan presas. Por lo tanto, la mayoría de los métodos de cripsis también requieren un comportamiento críptico adecuado, como acostarse y quedarse quieto para evitar ser detectados, o en el caso de depredadores acechadores como el tigre , moverse con extrema cautela, tanto lenta como silenciosamente, observando su presa de cualquier signo que sean conscientes de su presencia. Como ejemplo de la combinación de comportamientos y otros métodos de cripsis involucrados, las jirafas jóvenes buscan refugio, se acuestan y permanecen quietas, a menudo durante horas hasta que sus madres regresan; el patrón de su piel se mezcla con el patrón de la vegetación, mientras que la cubierta elegida y la posición acostada ocultan juntas las sombras de los animales.

### Camuflaje de movimiento
La mayoría de las formas de camuflaje son ineficaces cuando el animal u objeto camuflado se mueve, porque el depredador, la presa o el enemigo que observa el movimiento lo ve fácilmente. Sin embargo, insectos como las moscas flotantes y las libélulas usan camuflaje de movimiento : las moscas flotantes para acercarse a posibles parejas y las libélulas para acercarse a los rivales cuando defienden territorios.

## Camuflaje militar
En el mundo militar, el camuflaje es la técnica de disfrazar objetos, vehículos o tropas mimetizándolos con el terreno circundante para ocultarlos a la detección e identificación del enemigo, sea cubriéndolos con redes, vegetación, etc., sea pintándolos o con impresiones de diseños disruptivos multicolores.
En el campo específico del uniforme militar el camuflaje empezó a aplicarse en entreguerras y se desarrolló durante la Segunda Guerra Mundial y, más todavía, durante la Guerra Fría, pero casi siempre circunscrito a fuerzas de élite. Hacia 1990 el camuflaje se generaliza como forma básica de uniforme de campaña en la mayoría de ejércitos.